# Крехер, Сюзанна
Сюзанна Крехер (нем. Susanne Kreher; род. 20 декабря 1998[…]) — немецкая скелетонистка, двукратная чемпионка мира 2023 года, бронзовый призёр чемпионата Европы 2023 года.

## Спортивная карьера
Сюзанна Крехер перешла в скелетон из лёгкой атлетики в 2015 году. Дебютировала в Кубке Европы 10 ноября 2016 года в Инсбруке на Олимпийской трассе Иглс, заняв сразу же шестое место. Её первая победа в Кубке Европы состоялась 12 января 2018 года на домашней трассе в Альтенберге.
В 2018 году прошла квалификацию на чемпионат мира по скелетону среди юниоров, который проходил в Санкт-Морице. Там Сюзанна завоевала бронзовую медаль. В сезоне 2018/19 годов она приняла участие в розыгрыше Межконтинентального кубка по скелетону. 19 января 2019 года выиграла соревнование в Парк-Сити, а 20 января 2019 года в Лейк-Плэсиде.
В начале сезона 2019/20 годов Крехер завоевала бронзовую медаль на чемпионате Германии, уступив Тине Херман и Жаклин Лёллинг.
На этапах Кубка мира немецкая скелетонистка дебютировала 17 января 2020 года. В дебютной гонке в Инсбруке Сюзанна заняла шестое место и набрала 176 очков в зачёт Кубка мира.
В 2022 году Крехер участвовала в чемпионате мира среди юниоров в Инсбруке, где завоевала золотую медаль.
В 2023 году Сюзанна на чемпионате мира в Санкт-Морице стала двукратной чемпионкой мира, победив в одиночном спуске у женщин и в миксте. В этом же году Крехер удалось завоевать бронзовую медаль чемпионата Европы.